# Katriina Elovirta
Katriina Elovirta (* 15. Februar 1961 in Iisalmi; † 19. Juni 2018 in Espoo) war eine finnische Fußballschiedsrichterin, Fußballspielerin und Sportfunktionärin.
Als Spielerin gewann Elovirta mit Helsinki United drei Mal die finnische Meisterschaft (1985, 1989, 1990) und ein Mal den finnischen Pokal. Darüber hinaus absolvierte sie neun Spiele für die finnische Nationalmannschaft.
Von 1997 bis 2003 stand sie auf der Liste der FIFA-Schiedsrichter und leitete internationale Fußballpartien.
Elovirta wurde für zwei Fußball-Weltmeisterschaften nominiert, bei denen sie insgesamt sechs WM-Spiele leitete (Platz acht bei den Schiedsrichterinnen mit den meisten WM-Einsätzen). Bei der Weltmeisterschaft 1999 in den Vereinigten Staaten pfiff sie drei Spiele, darunter zwei Gruppenspiele und das Halbfinale zwischen den USA und Brasilien (2:0). Bei der Weltmeisterschaft 2003 in den USA leitete sie drei Spiele, darunter zwei Gruppenspiele und das Halbfinale zwischen Schweden und Kanada (2:1).
Nach ihrem Rücktritt als Schiedsrichterin arbeitete Elovirta lange Zeit als Finanz- und Entwicklungsmanagerin für den finnischen Fußballverband.
Elovirta starb im Juni 2018 nach längerer Krankheit im Alter von 57 Jahren.